# Truus Wijsmuller-Meijer
Geertruida (Truus) Wijsmuller-Meijer (Alkmaar, 21 april 1896 – Zandvoort, 30 augustus 1978) was een Nederlandse verzetsvrouw die voor en in de Tweede Wereldoorlog Joodse kinderen en volwassenen in veiligheid bracht. Ze ontving van Yad Vashem de onderscheiding Rechtvaardige onder de Volkeren. Samen met anderen die voor het vooroorlogse Kindertransport werkten, heeft ze de levens van meer dan 10.000 Joodse kinderen, op de vlucht voor antisemitisme, gered.   

## Jeugd
Truus Meijer werd geboren in Alkmaar aan de Mient nr. 14 als eerste kind in het gezin Meijer. Haar vader, Jacob Meijer, werkte in een drogisterij annex apotheek; haar moeder, Bertha Hendrika Boer, was zelfstandig modiste.
Truus kwam uit een hervormd-liberaal gezin. Ze herinnerde zich dat haar ouders haar leerden om altijd als het nodig is op te komen voor de mensen die het meest verdrukt zijn. Daarom was ze naar eigen zeggen van huis uit gewend om op te komen voor mensen die het verdienen en nodig hebben. Haar ouders voegden de daad bij het woord door bijvoorbeeld in 1919 een Oostenrijkse jongen in huis op te nemen om aan te sterken. Truus volgde in Alkmaar twee jaar de Handelsschool. De leraren beschreven haar aanvankelijk als "een wanhopig geval", "ook al is zij ijverig". Gaandeweg ging het beter.
In 1913 verhuisde het gezin naar Amsterdam. Het jaar daarop kreeg Truus haar eerste baan bij een bank. Later leerde ze Johannes (Joop) Franciscus Wijsmuller (geboren in Amsterdam op 25 februari 1894), bankier bij de Javaansche Bank, kennen. Ze trouwden in 1922 en betrokken een verdieping van een huis aan de Nassaukade. Truus stopte met werken, zoals toen verplicht was voor gehuwde vrouwen. Toen het huwelijk kinderloos bleef,  besloot ze sociaal werk te gaan doen.
Van haar man zou ze steeds ondersteuning en aanmoediging ondervinden. Ze konden altijd rekenen op hun inwonende huishoudelijke hulp Cietje Hackmann. Zij voerde het huishouden, deed de administratie van Truus Wijsmuller, en zorgde mede voor de Joodse kinderen die vóór mei 1940 bij de Wijsmullers logeerden.

## Sociaal en politiek werk
Wijsmuller werd bestuurslid en coördinator voor instellingen op neutrale grondslag. Zo was ze coördinator bij de Vereniging van Huiszorg en beheerder van een bewaarplaats voor kinderen van werkende vrouwen. Het werk was onbezoldigd. Ze was ook bestuurslid/directielid van sanatorium Beatrixoord in het Oosterpark. Ze werd lid van de Nederlandse Vereniging voor Vrouwenbelangen en Gelijk Staatsburgerschap. De latere verzetsvrouw Mies Boissevain-van Lennep was er voorzitter. Voor de Liberale Staatspartij stond Wijsmuller in 1935 als nummer 6 op de kandidatenlijst voor de Amsterdamse gemeenteraadsverkiezingen.
Vanaf 1933, toen Hitler in Duitsland aan de macht kwam,  reisde Wijsmuller naar Duitsland om familieleden van Joodse kennissen op te halen naar het toen veilige Nederland. In 1938 richtte ze in verband met de dreigende oorlogssituatie het Korps Vrouwelijke Vrijwilligers op, het secretariaat was bij haar thuis gevestigd. Wijsmuller bouwde een uitgebreid netwerk op en had contacten in alle lagen van de bevolking.
Enkele dagen na de Kristallnacht reisde ze naar de Nederlands-Duitse grens om te zien wat zich daar afspeelde. Onder haar rokken nam ze een Jiddisch sprekende Poolse jongen mee naar Amsterdam. Haar eerste groep van zes kinderen nam ze na 17 november mee uit de overvolle wachtkamer van het Nederlandse consulaat in Hamburg. De douane wilde de kinderen uit de trein zetten, maar Wijsmuller dreigde met het zestal naar prinses Juliana - die in de coupé naast haar bleek te zitten - te stappen. Dat was afdoende.

## December 1938: Een verzoek uit Engeland
De Britse regering besloot in november 1938 om Joodse kinderen tot zeventien jaar uit nazigebied op te nemen voor een tijdelijk verblijf. Verschillende organisaties in Engeland bundelden hun krachten in het "Refugees Children Movement" (RCM).
Op 2 december werd Wijsmuller uitgenodigd om langs te komen bij het pas opgerichte Nederlandse Kinder Comitee. Daar was Norman Bentwich uit Londen aanwezig, die haar vroeg naar Wenen te reizen om er een zekere Dr Eichner te ontmoeten. Ze dachten toen dat Eichmann zo heette. Eichmann was de nazi die toen verantwoordelijk was voor de gedwongen "emigratie" van Joodse Oostenrijkers. Misschien zou het Wijsmuller als niet-Joodse vrouw lukken om toestemming te krijgen voor het vertrek van Joodse kinderen naar Engeland? Zij vertrok nog dezelfde dag.

## Bezoek aan Eichmann
Eichmann snauwde haar - een vrouw - eerst af, maar Wijsmuller trad hem onverschrokken tegemoet. "Ongelofelijk, "so rein-arisch und dann so verrückt" ("100% arisch en toch zo gek") concludeerde hij. Eichmann dacht haar voor een onmogelijke opgave te stellen door toestemming te geven om op sjabbat - de joodse rustdag - binnen vijf dagen met zeshonderd kinderen af te reizen. Direct ging Wijsmuller naar het station om treinen te reserveren. Het lukte de ouders, de Joodse organisaties en Wijsmuller om zeshonderd kinderen te laten vertrekken uit Wenen op zaterdag 10 december. Vijfhonderd kinderen reisden via Hoek van Holland naar Engeland, de andere honderd werden in een school in Den Haag opgevangen en zouden in Nederland blijven. In Engeland legde Wijsmuller contact met onder anderen Lola Hahn-Warburg van de RCM, die verbaasd opmerkte: "ja, maar u bent toch alleen gestuurd om te praten?"
In Nederland werkte Wijsmuller samen met sociaal werkster Gertrude van Tijn van het "Comité voor Bijzondere Joodse Belangen" (behorend bij het "Comité voor Joodsche Vluchtelingen"), Mies Boissevain-van Lennep en vele anderen. In Wenen was Wijsmuller getuige van de mensonterende behandeling van Joodse inwoners. In Nederland echter wilde niemand haar geloven.

## December 1938-september 1939: Kindertransport
Tussen december 1938 en het uitbreken van de Tweede Wereldoorlog in september 1939 organiseerde Wijsmuller meerdere keren per week reizen met kinderen tot zeventien jaar vanuit nazigebied; meestal naar Engeland, maar ook naar Nederland en later naar België en Frankrijk. Een treinreis van Wenen naar Hoek van Holland duurde zo'n dertig uur. Wijsmuller regelde dat de controles van grenspolitie en douane zo mogelijk vóór de grens in de trein werden gedaan, en wel onder haar leiding, of van een van de andere Nederlandse vrijwilligsters. Dat voorkwam oponthoud. Via Emmerik kwamen op dinsdag en woensdag de treinen uit het zuidoosten, via Bad Bentheim op donderdag de treinen uit het noordoosten. Bij elke reis gingen er zo'n honderdvijftig kinderen mee. Bijna tienduizend kinderen uit nazigebied bereikten voor september 1939 het veilige Engeland. In Nederland bleven ongeveer achttienhonderd kinderen uit het Derde Rijk.
De kinderen mochten één koffer meenemen, tien Duitse Marken en geen foto's of kostbaarheden. De ouders moesten buiten het station afscheid nemen. Meestal - maar dat werd niet altijd toegestaan - reisden Joodse begeleidsters mee tot in Engeland, op voorwaarde dat zij allemaal terugkeerden: anders zou het afgelopen zijn met de Kindertransporten. Eenmaal reisde er een groep verzwakte kinderen en vrouwen van Sudeten-Duitsers mee.
In verschillende steden werkten de speciaal opgerichte "Kindercomités", sociaal werkers en vrijwilligers samen om de kinderen in veiligheid te brengen. Het waren vooral vrouwen die de uitvoering van reis en verblijf van de kinderen op zich namen.
Wijsmuller was doordrongen van de urgentie van haar werk en gaf vaart en omvang aan het Kindertransport, zoals de evacuatiereizen gingen  heten. Ze onderhield contacten met alle bij de reizen betrokken partijen in meerdere landen, waaronder de Joodse hoofdcomités in onder andere Wenen, Hamburg, Frankfurt en Berlijn en vanaf maart 1939 in Praag en Dantzig en ook de trein- en bootondernemingen. Ze nam, wanneer ze meereisde, de verantwoordelijkheid voor de reisdocumenten. Wijsmuller droeg steeds in haar handtas een tandenborstel, een stuk zeep en een handdoek mee, daar ze elk ogenblik het verzoek kon krijgen op reis te gaan.
Op 24 augustus 1939 passeerde ze voor de vijftigste keer de grens bij Bentheim. Op initiatief van een Gestapodelegatie werd dit "jubileum" gevierd met blaaskapel en al. Wijsmuller zag zich genoodzaakt hieraan mee te doen. Ook anderen, zoals de Britse zakenman Nicholas Winton, en de Berlijnse Recha Freier, organiseerden reizen met kinderen uit nazigebied.
Wijsmuller herinnerde zich, dat de organisatie eigenlijk meteen voor elkaar was dankzij de Joodse comités in Wenen, Frankfurt, Hamburg, Breslau en Berlijn (en later Praag, Danztig en Riga) die de transporten met grote zorgvuldigheid voorbereidden. In haar ogen een wonder van zelfbeheersing omdat zij bedacht hoe bang de mensen geweest moesten zijn om hun kinderen de wereld in te sturen.

## Kinderen in het Burgerweeshuis
Vanaf maart 1939 was Wijsmuller als bestuurder betrokken bij het Amsterdamse Burgerweeshuis (het huidige Amsterdam Museum), waar vanaf toen Duitse vluchtelingenkinderen werden ondergebracht. De kinderen noemden haar 'tante Truus'. Zowel zij als haar man toonden zich nauw betrokken bij de kinderen. Ze kwamen in groepjes bij hen thuis logeren en Joop Wijsmuller nam de kinderen mee op uitjes, bijvoorbeeld naar dierentuin Artis.

## Juni-juli 1939: Schepen de St. Louis en de Dora
In juni 1939 werd aan bijna duizend Joodse vluchtelingen op het schip de St. Louis door de Verenigde Staten, Canada en Cuba de toegang geweigerd. Uiteindelijk werden ze toegelaten in een aantal Europese landen. Het schip mocht binnenlopen in de haven van Antwerpen. Als lid van de Nederlandse delegatie ging Wijsmuller aan boord. Na de onderhandelingen verwelkomde ze de 181 vluchtelingen die in Nederland werden toegelaten. In juli 1939 was zij betrokken bij het vertrek van kinderen met het vrachtschip de Dora, dat met 450 vluchtelingen clandestien aan wal zou gaan in het Engelse mandaatgebied Palestina.

## September-december 1939: Laatste reizen vanaf de Duitse grens
De mobilisatie ontwrichtte het treinverkeer en de grens bij Bad Bentheim werd in september 1939 gesloten. Toen Wijsmuller op 31 augustus te horen kreeg dat er in Kleef een groep kinderen van de jeugdalijah was gestrand, regelde ze reisdocumenten, haalde de groep met bussen op en bracht ze naar de boot in Hoek van Holland. Op 1 september kreeg ze een telefoontje uit Duitsland, dat er op hetzelfde station honderdvijftig jongens van een ORT-school niet verder konden. De NS stelden een trein voor haar samen bestaande uit restauratiewagens. Op het station trof ze ook een groep van driehonderd orthodoxe mannen uit Galicië aan. Wijsmuller gaf de Duitsers te verstaan, dat ze niet moesten zeuren over de laatste groep: "dit zijn tenslotte toch ook jongens." Het is de laatste grote groep die via Vlissingen naar Engeland vertrok.
In november en december 1939 haalde Wijsmuller geregeld gevluchte Joden, uit onder andere Wenen, in Bentheim op, die papieren hadden voor Amerika. Ze vertrokken met de Holland-Amerika Lijn uit Rotterdam.

## September 1939-mei 1940: Reizen naar Engeland en Zuid-Frankrijk
Van september 1939 tot mei 1940 begeleidde Wijsmuller groepen Joodse kinderen en volwassenen die in Nederland, België, Denemarken en Zweden waren gestrand. Met hen ging ze per vliegtuig naar Amsterdam en vandaar met het vliegtuig naar Engeland of per trein naar het onbezette Zuid-Frankrijk. Wijsmuller zorgde ook voor de zo moeilijk verkrijgbare reisdocumenten. Ze werd beschreven als een geboren reisleidster, die de volwassenen kon geruststellen en de kinderen tijdens de lange treinreis uitnodigde tot zingen en toneelspelen.
In november 1939 werd Wijsmuller in Marseille gearresteerd en hardhandig verhoord. De Fransen dachten met haar de gezochte Duitse spion "Erika" in handen te hebben, maar er was geen bewijs en ze werd vrijgelaten. Vanuit Marseille probeerden groepen vluchtelingen Palestina te bereiken, destijds een Engels mandaatgebied.

## Mei 1940: Kinderen Burgerweeshuis met de "Bodegraven" naar Engeland
Wijsmuller was in Parijs om een kind weg te brengen toen de Duitse troepen Nederland binnenvielen op 10 mei 1940. Zij wist wanneer de invasie zou plaatsvinden en had hiervoor ook gewaarschuwd in Den Haag. In drie dagen reisde ze terug naar Amsterdam, waar ze bij aankomst onmiddellijk werd ondervraagd door politiefunctionarissen, op verdenking van spionage. Vervolgens ging zij naar het Burgerweeshuis om met de vluchtelingenkinderen te praten.
De garnizoenscommandant van Amsterdam gaf haar een verzoek uit Londen door om de 74 kinderen uit het Burgerweeshuis in veiligheid te brengen. Zij wist hen aan boord van het vrachtschip de Bodegraven te brengen. Het was het laatste schip dat de haven van IJmuiden verliet, slechts enkele minuten voor de overgave van de Nederlandse regering. Zelf besloot Wijsmuller in Nederland te blijven, omdat ze haar echtgenoot niet alleen wilde laten. Bovendien wist ze dat er meer werk te doen was.

## Mei 1940-1943: Hulp voor Joodse kinderen tijdens bezetting
Wijsmuller legde zich tijdens de bezetting van Nederland voornamelijk toe op gezinshereniging. Zij bracht kinderen wier ouders naar België of Frankrijk waren gevlucht naar hun ouders en nam op de terugweg kinderen mee wier ouders in Nederland verbleven. Soms bracht zij kinderen terug naar de ouders in Duitsland. Ze bracht kinderen van Joodse vrouwen vlak na de geboorte onder bij veilige gezinnen. In de maanden en jaren die volgden op het uitbreken van de oorlog hield Wijsmuller nooit op overal heen te gaan waar werk verricht moest worden.
Na de capitulatie van Nederland reisde ze naar Brussel en overlegde daar met het Belgische Rode Kruis en het Kindercomité. In Parijs had ze contact met het Franse Rode Kruis en met het Oeuvre Secours aux Enfants (OSE), een Joodse hulporganisatie voor kinderen. In Brussel legde zij contact met Benno M. Nijkerk (1906-1944 Neuengamme), een Nederlandse zakenman, die firmant was van een groothandel in metalen in Amsterdam met een filiaal in Brussel. Hij was penningmeester van het "Comité de Defense des Juifs" en later medewerker van Dutch-Paris, een ondergronds netwerk van het Nederlandse, Belgische en Franse verzet. Met Nijkerk sprak Wijsmuller af zoveel mogelijk kinderen naar het zuiden te brengen, met én zonder papieren. Ook liet Nijkerk in Brussel identiteitspapieren vervalsen die Wijsmuller naar Nederland smokkelde. Dit werk ging door tot zeker 1943. In juni 1943 reisde zij voor het laatst met Joodse kinderen op weg naar de Spaanse grens.

## Contacten met nazi's
Ook bij de nazi's, van hoog tot laag, had Wijsmuller contacten. Ze maakte er gebruik van wanneer ze iets gedaan wilde krijgen. Zo kreeg ze van een Gestapo-medewerker die vond dat kinderen bij hun ouders horen, reisdocumenten voor Joodse kinderen om het land te verlaten. Eerder had zij zijn uitnodiging geaccepteerd om met hem iets op een Amsterdams terras te drinken, nadat hij haar luidkeels herkende op straat. Daarvoor werkte hij als grensbeambte tijdens de Kindertransporten.
In mei 1941 riep de SS'er Erich Rajakowitsch haar naar Den Haag. Ze moest opschrijven wat ze deed en ophouden met haar hulp, anders zou ze eraan gaan. Wijsmuller hield zich van den domme en deed, alsof ze niet begreep hoe ernstig de situatie was. Ze stond bij de Duitsers bekend als "die verrückte Frau Wijsmuller": omdat ze Joden hielp, voor niets.
Na de oorlog prees Wijsmuller Duitse officieren die haar geholpen hadden in benarde situaties.

## Tot maart 1941: Werk met het Amsterdamse Rode Kruis in Frankrijk
Wijsmuller reisde met voedsel en medicijnen naar Gurs en Saint-Cyprien, interneringskampen in Frankrijk, voor het Amsterdamse Rode Kruis, ook omdat dit werk haar de mogelijkheid bood kinderen weg te brengen. De financiering van voedsel en medicijnen werd gedeeltelijk door haar georganiseerd. Via het Belgische Rode Kruis in Brussel en het Amsterdamse Rode Kruis verkreeg zij de vereiste Duitse reis- en passagevergunningen. De hulp eindigde toen het Nederlandse Rode Kruis haar dit werk in maart 1941 onmogelijk maakte, nadat Wijsmuller kritiek had geuit op hun Parijse vertegenwoordiger.

## Eind 1941 tot juni 1942: Spanjereizen
Vanaf eind 1941 tot juni 1942 was zij betrokken bij het reisbureau Hoyman & Schuurman's als liaison tussen Joden die emigreerden, de SS en het reisbureau. Op verzoek van de Duitse SS reisde ze mee met Joodse Nederlanders, die voor veel geld via Spanje en Portugal Europa nog konden verlaten. Wijsmullers voorwaarde om hieraan mee te werken was, dat Joodse kinderen met geldige visa kosteloos mochten meereizen. Hiermee bracht ze ongeveer honderdvijftig mensen in veiligheid.
De Spanjereizen gingen vanaf juni door. Dankzij de inspanning van meerdere betrokkenen ontkwamen hiermee in totaal 341 mensen aan de nazi's.

## 1941 tot juni 1942: Hulp aan Franse soldaten
Van 1941 tot juni 1942 regelde Wijsmuller hulp voor Franse soldaten die wilden vluchten. Op verzoek van Nijkerk legde ze hiertoe contact met een Duitser vlak over de Duitse grens. Ze zorgde met vele anderen voor burgerkleding, een vluchtroute en een schuilplaats in Nispen. Daar moesten de soldaten zeggen dat ze van "Madame Odi" kwamen.

## Mei 1942: Arrestatie
In mei 1942 werd Wijsmuller gearresteerd en in bewaring gesteld in de gevangenis op de Amstelveenseweg. De Gestapo verdacht haar van het smokkelen van valse identiteitspapieren en vluchtinformatie voor Joodse Nederlanders die via België en Frankrijk ontkwamen naar Zwitserland. Op een onderduikadres in de grensplaats Nispen werden een groep Joden en de mensen waarbij ze onderdoken opgepakt. Wijsmuller werkte inderdaad samen met Benno Nijkerk van het "Comité de Defense des Juifs". De vluchtelingen kenden echter alleen haar schuilnaam 'Madame Odi'. Haar man kwam bij de nazi's voor haar onschuld pleiten en na enkele dagen moest ze worden vrijgelaten wegens gebrek aan bewijs. Wijsmuller hield hierna contact met Nijkerk. Eind 1943 werd reizen naar het buitenland onmogelijk.

## 1942-1944: Voedselhulp
Vanaf 1942 was Wijsmuller tevens lid van de verzetsgroep Groep 2000 onder leiding van Jacoba van Tongeren. Zij was er "Hoofd Rode Kruisdiensten en verbindingsofficieren" en richtte zich op het verzenden van levensmiddelenpakketten. Alle kinderen in Westerbork ontvingen met Kerstmis 1943 een pakketje. Van februari tot september 1944 werden er drie dagen in de week pakketten gemaakt in de Nieuwe Kerk voor mensen in het doorgangskamp Westerbork, en de concentratiekampen Bergen-Belsen en Theresienstadt. In totaal werden er zevenduizend pakketten op naam verzonden. "....maar het is aan de arbeid van mevrouw Wijsmuller te danken dat dit werk zo'n vlucht heeft kunnen nemen". Ook brachten mensen haar voedsel aan huis om te verdelen, en een eierenhandelaar uit Landsmeer leverde elke week duizend eendeneieren bij haar af, die ze vervolgens bezorgde bij rust- en ziekenhuizen in de stad. Wijsmuller noemde het haar "levensmiddelenbusiness".

## September 1944: Weeskinderen uit Westerbork
In september 1944 vernam Wijsmuller dat vijftig Joodse "weeskinderen" (kinderen die zonder hun ouders waren opgepakt) uit Westerbork gedeporteerd zouden worden. Een aantal van hen bracht ze eerder voedsel in het Amsterdamse Huis van Bewaring. Met een wetsartikel van eigen makelij stapte ze naar de nazi's en bepleitte een "voorkeursbehandeling": ze beweerde dat het om kinderen ging van Nederlandse moeders en Duitse soldaten. Volgens haar wetsartikel waren de kinderen daarom Nederlands. De kinderen zouden in Theresienstadt terechtkomen, steeds als groep bij elkaar blijven, en na de oorlog terugkeren.

## Hongerwinter 1944-1945
Toen het versturen van voedselpakketten niet meer mogelijk was, richtte Wijsmuller tijdens de Hongerwinter haar aandacht weer op kinderen. Ze organiseerde als lid van een interkerkelijk overleg de evacuatie van verzwakte kinderen naar pleeggezinnen. Uit Amsterdam werden 6649 kinderen per boot over het IJsselmeer naar Friesland, Groningen, Overijssel en Drenthe gebracht om aan te sterken.
Op 7 april 1945 liet de Amsterdamse politie Wijsmuller weten, dat er in het klooster in Aalsmeer honderdtwintig geallieerde soldaten gevangen werden gehouden die er slecht aan toe waren. De politie kreeg er echter geen toegang, misschien kon zij iets doen? Wijsmuller fietste, de eerste keer met medicijnen, naar Aalsmeer. Zij gaf de Duitsers te verstaan dat de toestand ze weleens aangerekend kon worden als de oorlog voorbij was. Direct na de capitulatie legde Wijsmuller contact met de Duitsers in Utrecht, die haar naam als "die verrückte Frau Wijsmuller" kenden. Deze verwezen haar door naar de Canadezen in Hilversum. De Canadezen stuurden auto's en Wijsmuller leverde de soldaten bij ze af.

## Beschrijving Truus Wijsmuller
Wijsmuller werd beschreven en herinnerd als een indrukwekkende persoonlijkheid. Een dame met een krachtige stem, die warmte en energie uitstraalde. Een kordate, praktische vrouw met een groot hart voor kinderen. Iemand die kon organiseren en netwerken; vreselijk brutaal maar nooit grof. Ze kon mensen voor zich innemen en overtuigen, onderhandelen en improviseren, ze bespelen, overdonderen en omkopen wanneer dat noodzakelijk was. Voor haar werk accepteerde ze geen geld. Wijsmuller werkte het liefst in haar eentje, ook omdat ze dat het veiligste achtte. Van alle manieren waarop mensen hun gedrag op elkaar afstemmen, koos Wijsmuller overwegend voor het persoonlijk contact.
In de naoorlogse jaren werd ze daarnaast getypeerd als een dominant en eigengereid mens en, terugblikkend, als een avonturierster. In het Amsterdamse krijgt zij na de oorlog twee bijnamen: zowel "Tante Truus" als "Stoomwals". Een goede vriend  prees haar als "een bonk van een vrouw".

## Na 1945

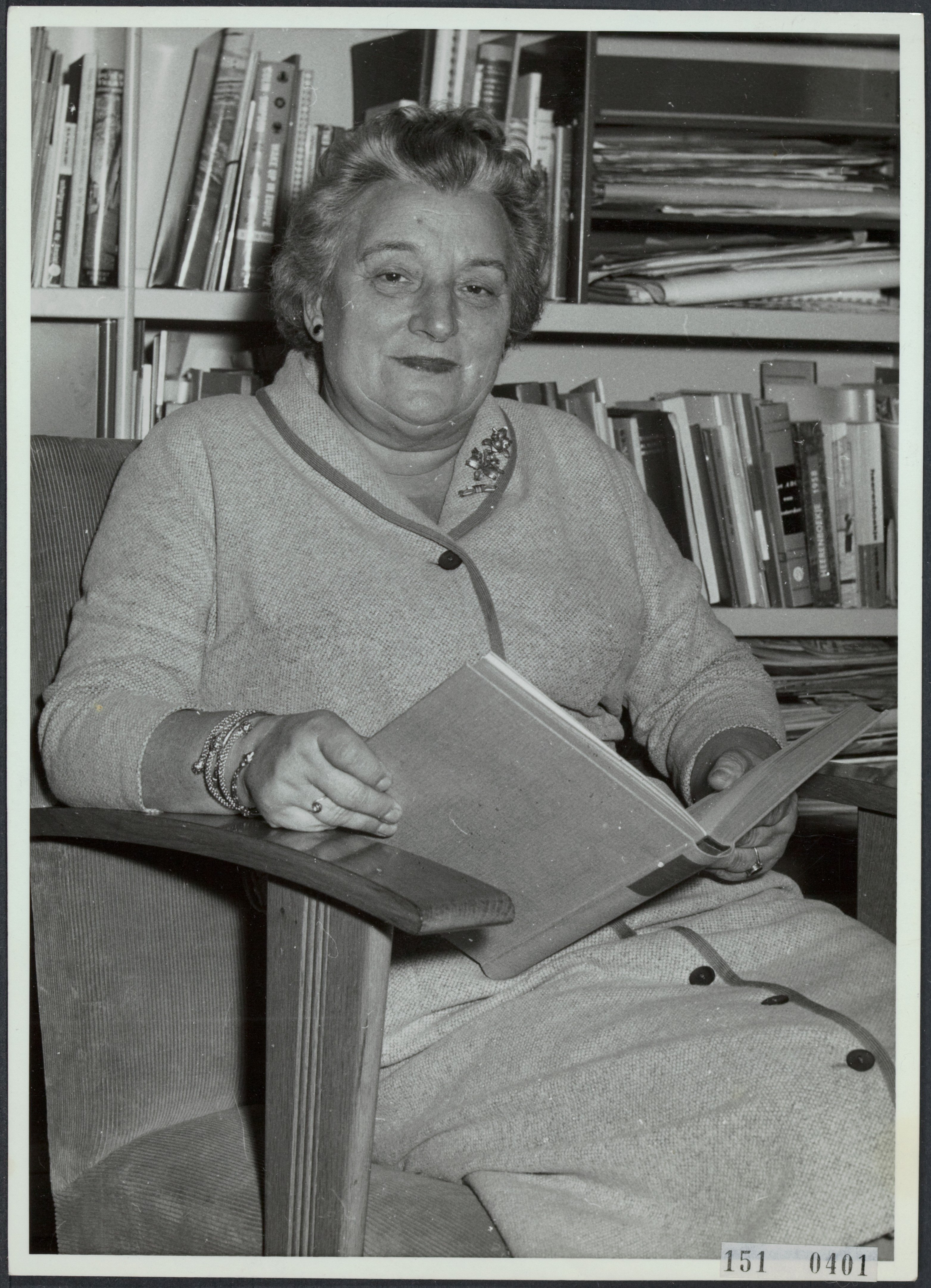
Wijsmuller-Meijer als gemeenteraadslid

Na de oorlog spoorde Wijsmuller als KVV-ster en medewerkster van UNRRA (een voorloper van de VN) ontheemde kinderen in Duitsland op. Daarna volgden uitzendingen naar Engeland, Zwitserland en Denemarken van ondervoede kinderen uit Nederland.
In oktober 1945 werd in Amsterdam een noodgemeenteraad in het leven geroepen; Wijsmuller werd gevraagd hier lid van te worden. In 1949 werd ze voor de VVD met de meeste voorkeurstemmen in de gemeenteraad verkozen. Zij zou er lid van blijven tot 1966. Daarnaast ging ze door met haar sociale werk in binnen- en buitenland, onder andere voor de stichting Diogenes en voor de oprichting van een ziekenhuis in Suriname. Als bestuurder/directielid liet zij eind jaren vijftig het Beatrixoord,- een sanatorium  in Amsterdam- ombouwen tot een algemeen ziekenhuis, waar ook abortus en  gendergerelateerde  operaties mogelijk waren. 
In 1957 was ze een van de oprichters van de Anne Frank Stichting waarvan ze tot 1975 bestuurslid bleef. Ze was initiatief nemer in 1962 en bestuurslid  van de Stichting Blijvend Applaus.
Joop Wijsmuller overleed op 31 december 1964. Cietje Hackmann bleef bij Truus wonen tot die op 30 augustus 1978 overleed. Zij had haar lichaam ter beschikking gesteld aan de wetenschap.
In een advertentie na haar dood werd zij beschreven als "de moeder van 1001 kinderen, die van het redden van Joodse kinderen haar werk had gemaakt". De meeste Joodse kinderen vernamen na de oorlog dat hun ouders de Shoah niet hebben overleefd, maar ook werden enkelen herenigd met hun familie. Tot haar dood heeft "tante Truus" contact onderhouden met kinderen die zij heeft gered: van Enkhuizen tot Engeland en Israël.

## Erkenning

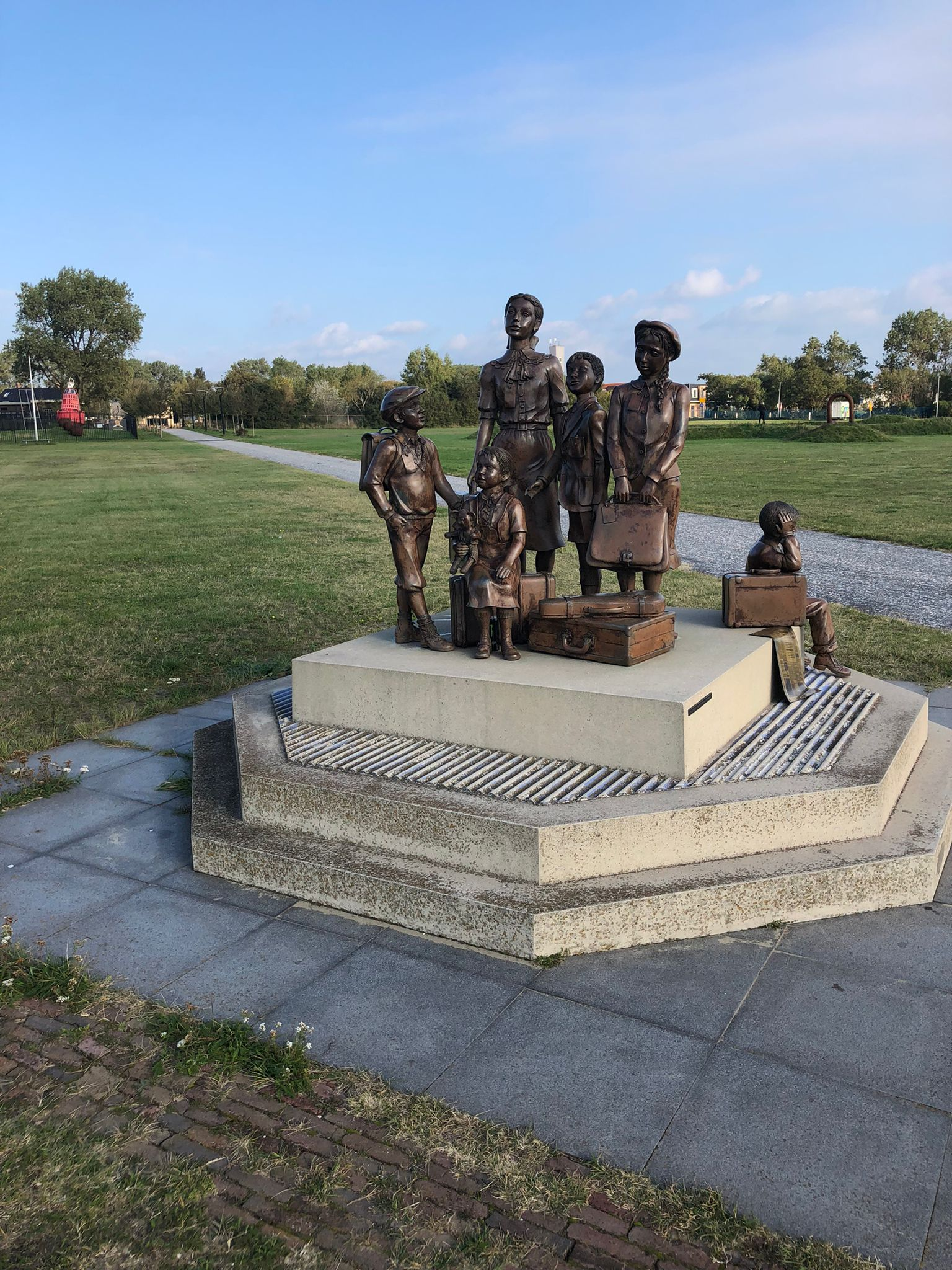

- Het Gedenkteken Truus Wijsmuller-Meijer gemaakt door Herman Janzen werd in 1965 onthuld in het sanatorium Beatrixoord in het Oosterpark. De sokkel heeft als inscriptie: "G. Wijsmuller-Meijer  - Lid gemeenteraad van Amsterdam  1945-1966".

Toen het latere ziekenhuis in 1976 wegens bezuinigingen moest sluiten, nam Wijsmuller het beeld mee naar huis. Na haar dood werd het in december 1978 opnieuw onthuld, ditmaal op het Bachplein.
- In Alkmaar, Gouda, Leiden, Spijkenisse, Pijnacker en Coevorden zijn straten naar haar genoemd. In Leiden draagt een tunnel haar naam.
- Amsterdam kent een Truus Wijsmullerbrug.[40] Op een plaquette staat "Aktief in het Nederlandse verzet/ 40-45/ bracht vele Joodse kinderen in veiligheid en bood hulp aan gevangenen".
- Planetoïde (15296) Tantetruus is naar haar vernoemd.
- Truus Wijsmuller-boom in Yad Vashem.
- In Hoek van Holland herinnert een beeldengroep, door burgemeester Aboutaleb onthuld in 2011, aan de 10.000 Joodse kinderen die van hieruit ontkwamen naar Engeland. Het is ontworpen door Frank Meisler: één van hen.
- Op 8 maart 2020 kwam de documentaire "Truus' Children" uit, een productie van Pamela Sturhoofd en Jessica van Tijn van "Special Eyes". Het is een ode aan Truus Wijsmuller met de herinneringen van meer dan 20 "kinderen" die zij 80 jaar geleden redde.
- Sinds 1 juli 2020 staat in het centrum van haar geboorteplaats Alkmaar een standbeeld van Truus Wijsmuller. Het eerbetoon is een initiatief van de Historische Vereniging Alkmaar en werd gemaakt door Annet Terberg-Pompe en Lea Wijnhoven.
- Actrice Margje Wittermans maakte in 2022 als eerbetoon het theaterstuk Waarom Truus? [41]

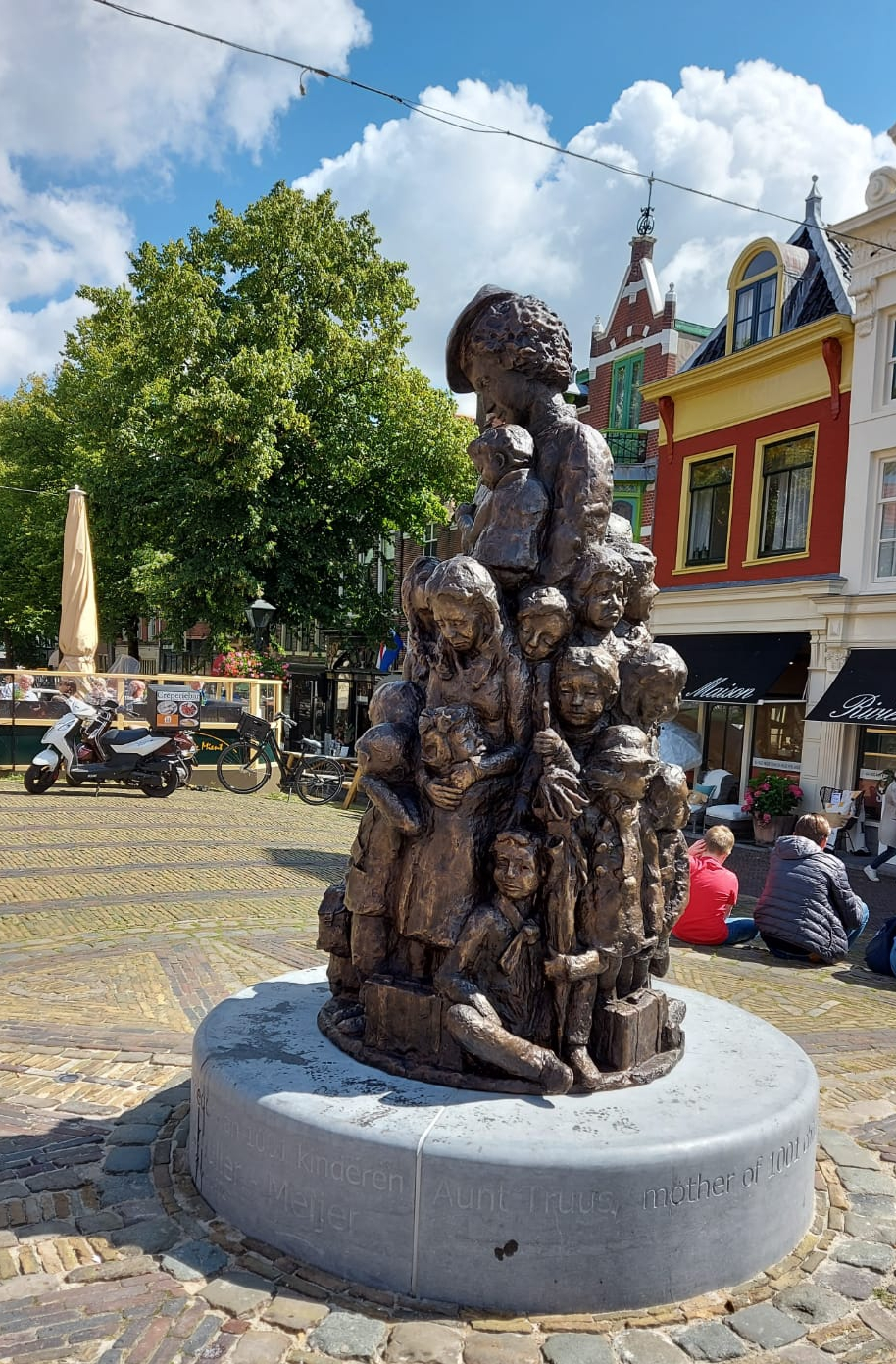
Truus Wijsmuller, omringd door kinderen, standbeeld Alkmaar

### Onderscheidingen
- Ridder in de Orde van Oranje-Nassau voor Maatschappelijk werk Amsterdam, 21-04-1955
- Medailles van Nederlandse en Duitse Rode Kruis
- Reconnaissance Francaise, Zilveren medaille voor hulp aan Franse soldaten
- Visser-Neerlandiaprijs voor hulp aan Joodse kinderen, 1962
- Rechtvaardige onder de Volkeren 1966
- Truus Wijsmuller-boom in Yad Vashem, 1966
- Officier in de Orde van Oranje Nassau 19-04-1971 als penningmeesteresse van het Koningin Wilhelmina Fonds
- Zilveren Medaille van de stad Amsterdam voor haar verdiensten voor de stad, april 1971